# Andrew Bird & the Mysterious Production of Eggs
Andrew Bird & the Mysterious Production of Eggs è il secondo album della carriera di Andrew Bird da solista. È stato pubblicato nel 2005 dopo Weather Systems del 2003. I disegni della copertina e del booklet che accompagna l'album sono stati realizzati da Jay Ryan. La traccia Skin Is, My è un'espansione della traccia Skin presente in Weather Systems.

## Tracce
1. /=/ – 1:05
2. Sovay – 4:41
3. A Nervous Tic Motion of the Head to the Left – 4:59
4. Fake Palindromes – 2:52
5. Measuring Cups – 2:51
6. Banking on a Myth – 4:28
7. Masterfade – 4:10
8. Opposite Day – 4:31
9. Skin Is, My – 3:36
10. The Naming of Things – 4:57
11. MX Missiles – 4:21
12. /=/=/ – 1:08
13. Tables and Chairs – 4:44
14. The Happy Birthday Song – 5:03

## Formazione
- Andrew Bird, David Boucher – produzione
- David Boucher, Dan Dietrich, Mark Greenberg, Mike Napolitano, Mark Nevers – ingegneria del suono
- David Boucher – missaggio
- Jim DeMain – masterizzazione
- Jason Harvey – design
- Jay Ryan – disegni